# Northside (Dublin)
Northside (irsk: Taobh Ó Thuaidh) er en del af Dublin city der ligger nord for floden Liffey. Det er et uformelt men ofte anvendt begreb. Det er nogle gange blevet betragtet som mindre velhavende end byens Southside, men Northside var oprindeligt hjem for byens overklasse. I dag ligger nogle af de mest velhavende og dyre områder i Irland nord for Liffey, heriblandt Malahide, Howth, Clontarf, og Castleknock.

## Områder
Northside inkluderer Dublins centrum nord for Liffey, hvoraf mange gader er listet nedenfor og områder som Smithfield og Summerhill. Nogle af de ældre distrikter som bl.a. Oxmantown, findes ikke længere. Uden for centrum ligger en række distrikter og områder samt landsbyer der først er blevet en del af Dublin i nyere tid:
- Artane
- Arbour Hill
- Ashtown
- Balbriggan
- Ballybough
- Ballyboughal
- Baldoyle
- Balgriffin
- Ballygall
- Ballymun
- Bayside
- Beaumont
- Blanchardstown
- Broadstone
- Cabra
- Castleknock
- Clonee
- Clongriffin
- Clonsilla
- Clontarf
- Coolock
- Corduff
- Darndale
- Dollymount
- Donabate
- Donaghmede
- Donnycarney
- Drumcondra
- East Wall
- Fairview
- Finglas
- Glasnevin
- Grangegorman
- Harmonstown
- Howth
- Kilbarrack
- Killester
- Kilmore
- Kinsealy
- Malahide
- Marino
- Mulhuddart
- North Wall
- North Strand
- Ongar
- Oxmantown
- Phibsboro
- Portmarnock
- Priorswood
- Raheny
- Santry
- Sheriff Street
- Skerries
- Smithfield
- Stoneybatter
- Strawberry Beds
- Sutton
- Summerhill
- Swords
- Tyrellstown
- Whitehall